# Schleuse Kemnade
Die Kemnader Schleuse zwischen Hattingen-Blankenstein und Bochum-Stiepel war eine Schleuse für die Ruhrschifffahrt. 

## Geschichte
Die Schleuse befand sich 64,3 Flusskilometer vor der Mündung in den Rhein am linken Ufer der Ruhr bei Haus Kemnade. Die Schleuse wurde zwischen 1776 und 1778 aus Holz errichtet und 1825 in Holzbauweise erneuert. In der Karte der preußischen Uraufnahme aus dem Jahr 1840 ist sie nicht mehr verzeichnet.